# Veselets (Razgrad)
Veselets (Bulgaars: Веселец) is een dorp in Bulgarije. Het is gelegen in de gemeente Zavet in de oblast  Razgrad en telde op 31 december 2019 zo’n 877 inwoners. Het dorp ligt 302 kilometer ten noordoosten van Sofia.

## Geschiedenis
Tot 1934 heette het dorp Sjeremet-koy (Bulgaars: Шеремет-кьой, Turks: Şeremet köy).

## Bevolking
Op 31 december 2019 telde het dorp Veselets 877 inwoners, een halvering vergeleken met de jaren vijftig van de twintigste eeuw. In 1975 woonden er 1.752 inwoners in 409 huishoudens (gemiddelde grootte van 4,23 personen per huishouden). De grootste bevolkingsgroep vormen de etnische Bulgaarse Turken (82%), gevolgd door Bulgaren (5%) en de Roma (2%).
Brestovene · Ivan Sjisjmanovo · Ostrovo · Prelez · Soesjevo · Veselets · Zavet